# Bangor (miasto w stanie Wisconsin)
Bangor – miasto w Stanach Zjednoczonych, w stanie Wisconsin, w hrabstwie La Crosse.